# Station Kameoka
Station Kameoka (亀岡駅,  Kameoka-eki) is een spoorwegstation in de Japanse stad Kameoka in de prefectuur Kyoto. Het wordt aangedaan door de Sagano-lijn. Het station heeft vier sporen, gelegen aan twee eilandperrons.

## Treindienst

### JR West
| 1,2 | ■ Sagano-lijn | richting Nijō en Kioto |
| 3,4 | ■ Sagano-lijn | richting Sonobe        |

## Geschiedenis
Het station werd in 1899 geopend. In 1943 werd er een nieuw station gebouwd, dat in 2008 werd vernieuwd. In 1972 werd het station getroffen door een overstroming na een tyfoon.

## Overig openbaar vervoer
Bussen van het stadsnetwerk van Kameoka.

## Stationsomgeving
- Stadhuis van Kameoka
- Stedelijke bibliotheek van Kameoka
- Æon Kameoka (winkelcentrum)
- Kameoka Shopping Center Amity (winkelcentrum)
- Super Matsumoto (supermarkt)
- Seiyū (supermarkt)
- McDonald's
- FamilyMart
- Autoweg 9
- Autoweg 372
- Kyoto Bank

Kioto · Tambaguchi · Nijō · Emmachi · Hanazono · Uzumasa · Saga-Arashiyama · Hozukyō · Umahori · Kameoka · Namikawa · Chiyokawa · Yagi · Yoshitomi · Sonobe (>>San'in-lijn)